# Autódromo La Chutana
El autódromo La Chutana es un autódromo peruano situado en el distrito de San Bartolo, al sur de Lima, y es el principal en este país. El autódromo fue inaugurado en abril del año 2010 y consta con un solo trazado de 2.420 metros, que se corría originalmente solo en sentido antihorario. Posteriormente, con la adición de una chicana en la recta principal, se utilizó el circuito también en sentido horario. 
El trazado del circuito cuenta con 7 curvas y una recta de 800 metros. Adicionalmente, a inicios de 2013 fue inaugurado un circuito de karts donde realizan competencias y exhibiciones al público.

## Reconocimiento
El circuito es más conocido localmente por albergar el Campeonato de Circuito Turismo Competición, a nivel nacional, y se caracteriza por ser un circuito bastante rápido donde los pilotos van con el acelerador a fondo la mayor parte del tiempo.
Desde el año 2010 se realizan en el autódromo las 6 Horas Peruanas, una de las carreras de larga duración más antiguas de Sudamérica, En el año 2012 se creó una nueva carrera llamada Los 200 km de Lima; luego del éxito logrado, se espera que también se corra esta carrera anualmente en el autódromo. Adicionalmente se han iniciado campeonatos monomarca, en el año 2013 se inició el campeonato llamado TC Honda Masters donde todos los competidores utilizan Honda CI y en el 2014, se inició el campeonato VW Gol R Cup enfocado en ser una alternativa de menor costo para pilotos con poca experiencia.
En el autódromo también se realizan trackdays y campeonatos de autocross, piques y drifting. En éstos eventos los aficionados pueden inscribirse y son divididos en categorías de acuerdo al desempeño de los autos, para luego manejar en el autódromo bajo todas las medidas necesarias de seguridad.